# Cronoscópio
Na ficção científica, um cronoscópio, visualizador temporal ou visor temporal é um dispositivo que permite observar outro ponto no tempo. O conceito surgiu no final do século XIX, constituindo um subgênero significativo, porém relativamente obscuro, da ficção de viagem no tempo e aparecendo em várias mídias, incluindo literatura, cinema e televisão. As histórias geralmente explicam a tecnologia com base em ciência de ponta, embora às vezes recorram ao sobrenatural. Na maioria dos casos, apenas o passado pode ser observado, mas ocasionalmente surgem visualizadores temporais capazes de mostrar o futuro; esses dispositivos às vezes são limitados quanto às informações que podem ser obtidas sobre o futuro. Outras variações incluem a capacidade de ouvir o passado, mas não visualizá-lo.
Os autores podem optar por escrever sobre visualizadores temporais em vez de máquinas do tempo para evitar questões relacionadas a paradoxos temporais. Aplicações recorrentes incluem o estudo da história, a resolução de crimes e o entretenimento na forma de exibição de eventos históricos para uma audiência. Como o passado inclui eventos tão recentes quanto o segundo anterior, a privacidade pode ser comprometida por esses dispositivos; várias histórias exploram suas implicações. Outras narrativas examinam os efeitos de ser observado por espectadores do futuro. A influência inesperada sobre eventos passados é um motivo comum em histórias sobre visualizadores temporais, e explorar esse efeito colateral aparece em algumas obras.

## Conceito
Em sua forma mais básica, um visualizador temporal é um dispositivo que permite apenas a observação do passado.:97 Diferentemente de uma máquina do tempo, o usuário não é transportado de um momento no tempo para outro. Sob a definição mais estrita, ele não pode alterar o passado;:97 no entanto, a descoberta inesperada de que o dispositivo de fato afeta o passado é um motivo comum.:99 Variações em que o futuro, em vez do passado, é observado são menos comuns, mas aparecem em várias obras.:128 Outra variação envolve ouvir o passado em vez de visualizá-lo.:97–98

### Métodos
As justificativas no universo fictício para a capacidade de observar o passado variam, geralmente correspondendo a desenvolvimentos científicos contemporâneos;:98 os visualizadores temporais exploram impressões no éter no romance de 1926 The Vicarion de Gardner Hunting [en],:58 propriedades exóticas de neutrinos no conto de 1956 The Dead Past [en] de Isaac Asimov,:104–105 e buracos de minhoca no romance de 2000 The Light of Other Days [en] de Stephen Baxter e Arthur C. Clarke.:158–159 Uma explicação comum envolve a velocidade finita da luz e distâncias astronômicas; esse método aparece no conto de 1935 The Space Lens de Donald A. Wollheim, entre outros. Uma variação presente no conto de 1966 Light of Other Days [en] de Bob Shaw [en] (posteriormente incluído no romance fix-up [en] de 1972 Other Days, Other Eyes) é o uso de vidro lento com alto índice de refração, fazendo com que a luz leve anos para atravessá-lo.:105:127–128:100–101 Explicações sobrenaturais também ocorrem em obras como o conto de 1925 A View From a Hill [en] de M. R. James, onde um par de binóculos é encantado para mostrar o passado, e o conto de 1976 Balsamo's Mirror de L. Sprague de Camp, onde o espelho titular permite que uma pessoa do presente veja o mundo pelos olhos de alguém do passado.:100:100

## História

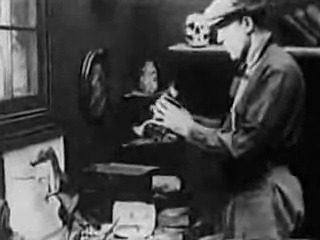
The Ghost of Slumber Mountain (1918) apresentou a primeira representação cinematográfica de um visualizador temporal, um "instrumento de aparência estranha" através do qual o operador podia ver visões do passado.

O exemplo mais antigo conhecido de um visualizador temporal plenamente desenvolvido na ficção aparece no conto de 1883 L'historioscope de Eugène Mouton [en], na forma de um telescópio elétrico, embora tenha sido precedido por algumas variações prototípicas do conceito;:100 na obra de 1872 Recits de l'infini (que mais tarde se tornou o romance de 1887 Lumen) de Camille Flammarion, um espírito alcança o mesmo efeito viajando mais rápido que a luz, e o dispositivo titular no conto de 1873 "The Automaton Ear" de Florence McLandburgh [en] permite ouvir o passado.:100–101:251
No cinema, o primeiro visualizador temporal apareceu no filme de 1918 The Ghost of Slumber Mountain [en]. O conceito tem aparecido regularmente em obras de ficção desde então, criando um subgênero dentro da ficção de viagem no tempo, mas permaneceu relativamente obscuro.:97:57–58:71:532–533

## Função narrativa
O autor de ficção científica Stephen Baxter identifica várias maneiras pelas quais os visualizadores temporais são usados na ficção. A premissa mais básica é a do visualizador temporal como um simples "aparelho interessante", com uma variação comum sendo algo dando errado, geralmente o passado sendo alterado de forma não intencional. Alterar o passado de propósito é outra aplicação recorrente. Segundo Baxter, as implicações mais amplas da existência de visualizadores temporais são por vezes exploradas na ficção científica hard por meio de uma análise PEST (Política, Econômica, Social e Técnica).:98–99, 101
Vários autores consideram os visualizadores temporais inerentemente mais plausíveis que as máquinas do tempo. O autor de ficção científica Damien Broderick [en] diz que "usar um visualizador temporal é, em essência, não mais absurdo do que assistir a um filme feito há 50 anos", já que o passado não pode ser afetado por ele.:71 Baxter afirma de forma semelhante que os visualizadores temporais são mais extrapolação do que fantasia, comparando-os à pesquisa arqueológica.:97 Por essa razão, o escritor científico Paul J. Nahin [en] e o físico Stephen Webb [en] dizem que um benefício para os escritores é a possibilidade de escrever histórias de viagem no tempo sem precisar considerar os paradoxos temporais.:128:57–58 Nahin observa, no entanto, que interagir com o passado por meio de uma máquina do tempo, ou mesmo afetá-lo, não causa necessariamente paradoxos.:57

## Temas

### Estudo da história
Os visualizadores temporais são às vezes usados para observar momentos históricos que também são destinos populares para a viagem no tempo na ficção, um exemplo sendo a crucificação de Jesus no romance de 1904 Around a Distant Star de Jean Delaire.:534 No conto de 1956 The Dead Past de Isaac Asimov, um historiador fica entusiasmado para usar um visualizador temporal para estudar a Cartago antiga, apenas para descobrir que o dispositivo está limitado a visualizar os últimos 120 anos,:127 e um historiador usa um visualizador temporal para ler o conteúdo da Biblioteca de Alexandria no conto de 1980 "One Time in Alexandria" de Donald Franson.:283
Na série de 1938–1939 Trumpets from Oblivion de Henry Bedford-Jones [en], um visualizador temporal permite que cientistas descubram explicações para vários mitos, e dois veteranos de guerra usam um visualizador temporal para criar filmes históricos a fim de dissipar equívocos públicos sobre a Revolução Americana e a Guerra Civil Americana na novela de 1947 E for Effort [en] de T. L. Sherred [en].:103:127 Revelar a verdade sobre eventos históricos também aparece no romance de 1953 Childhood's End de Arthur C. Clarke, onde invasores alienígenas mostram à humanidade que nossas religiões são falsas.:102–103
A astronomia é igualmente estudada no romance de 1969 Macroscope [en] de Piers Anthony [en] e no conto de 1999 Hatching the Phoenix de Frederik Pohl. No primeiro, a formação do Sistema Solar é estudada, enquanto no último, observações são feitas de um mundo que desde então foi destruído por uma supernova. Cientistas no romance de 2000 The Light of Other Days [en] de Stephen Baxter e Arthur C. Clarke usam a tecnologia de visualizador temporal para estudar toda a história da vida na Terra.:160

### Combate ao crime
Um exemplo inicial de um visualizador temporal sendo usado para resolver crimes é o romance de 1926 The Vicarion de Gardner Hunting [en], pois os eventos que levam a um crime podem ser descobertos retrospectivamente.:101–102 Exemplos posteriores incluem o conto de 1948 Private Eye de Henry Kuttner [en] e C. L. Moore (escrevendo juntos como "Lewis Padgett [en]"), que gira em torno de um homem planejando um assassinato de forma que o uso de um visualizador temporal pelas autoridades não revele sua culpa,:103–104 e o filme de 2006 Déjà Vu, onde o dispositivo mostra eventos com um atraso de quatro dias que não pode ser ajustado, havendo, portanto, apenas uma oportunidade para visualizar qualquer evento específico.

### Entretenimento
O romance de 1926 The Vicarion de Gardner Hunting é um exemplo inicial de visualizadores temporais sendo usados para entretenimento; na história, momentos da história são exibidos em salas de cinema, despertando grande interesse público. Baxter compara os efeitos na sociedade fictícia, onde "o vício em massa por esse espetáculo vibrante rapidamente domina o público", com a chegada posterior da televisão no mundo real.:101–102 Esse tema reaparece na novela de 1947 E for Effort de T. L. Sherred, embora, nessa história, o público não saiba que os filmes não são produções cinematográficas convencionais.:127

### Privacidade e espionagem
Várias obras exploram as implicações de ser capaz de visualizar remotamente o passado recente — potencialmente tão recente quanto menos de um segundo atrás — na privacidade.:101–102, 104–105:127–128:266 No conto de 1956 "The Dead Past" de Isaac Asimov, seu uso é suprimido pelo governo por esse motivo.:104–105:127 No romance Fix-up de 1972 Other Days, Other Eyes de Bob Shaw, partículas do vidro lento que captura imagens são espalhadas para possibilitar vigilância em massa. O conto de 1976 I See You de Damon Knight sugere que a perda completa de privacidade resultante do acesso universal a um visualizador temporal inauguraria uma utopia livre de enganos e constrangimentos.:104
Aplicações de espionagem apareceram cedo; no conto de 1926 "The Time Eliminator" do autor pseudônimo "Kaw", o governo dos Estados Unidos usa um visualizador temporal para espionar uma reunião de líderes estrangeiros.:101 A percepção de que ele pode ser usado para esse fim desencadeia uma guerra para garantir que isso não ocorra na novela de 1947 "E for Effort" de T. L. Sherred.:103
A implicação de que, assim como observamos o passado, pessoas no futuro certamente estão nos observando é explorada no conto de 1951 Operation Peep de John Wyndham [en]. Para recuperar a privacidade, as pessoas eventualmente recorrem a luzes brilhantes para efetivamente cegar os observadores do futuro.:102 No conto de 1953 The Parasite de Arthur C. Clarke, a percepção de que está sendo constantemente observado por um ser do futuro leva um homem ao suicídio.:102 A intensidade da observação do futuro é medida no conto de 1981 The Final Days de David Langford [en] para avaliar a importância de um indivíduo para o mundo do futuro.

### Alteração do passado
Várias histórias revelam que o visualizador temporal pode não apenas observar o passado, mas também influenciá-lo.:99 No conto de 1951 The Biography Project de H. L. Gold [en], ser constantemente observado leva Isaac Newton à loucura.:99 No conto satírico de 1948 The Brooklyn Project de William Tenn [en], os cientistas responsáveis insistem que o passado é imutável mesmo enquanto eles e seu entorno sofrem mudanças drásticas, porque, de sua nova perspectiva, essas alterações sempre estiveram em vigor.:99:205
Em algumas histórias, o passado é alterado intencionalmente.:99 Representações humorísticas incluem o conto de 1972 The Greatest Television Show on Earth de J. G. Ballard, onde uma empresa de TV contrata pessoas adicionais como soldados para tornar a Batalha de Waterloo à altura das expectativas dos espectadores, e o romance de 1967 The Technicolor Time Machine [en] de Harry Harrison [en], que sugere que a colonização viking de Vinlândia só aconteceu porque Hollywood quis fazer um filme sobre isso.:99 Um tratamento mais sério aparece no romance de 1996 Pastwatch: The Redemption of Christopher Columbus [en] de Orson Scott Card::99 após descobrir que o passado já foi alterado anteriormente, uma equipe de cientistas do futuro busca desfazer o dano causado pelas viagens de Cristóvão Colombo ao Novo Mundo, mesmo que isso signifique a obliteração de sua linha do tempo.:187–188:258–261:54

## Visualizadores temporais do futuro
Raramente, os visualizadores temporais podem ser retratados como permitindo a observação do futuro em vez do passado.:128 Stephen Webb argumenta que visualizar o futuro tem mais em comum com fantasia e adivinhação do que com ficção científica,:128 e David Langford [en] observa em The Encyclopedia of Science Fiction [en] que a possibilidade de visualizar o futuro tem implicações para a questão do livre-arbítrio versus determinismo.
Dispositivos capazes de visualizar o futuro foram retratados de várias maneiras. No conto de 1922 The Prophetic Camera de Lance Sieveking [en], a câmera titular pode tirar fotos de um período ajustável no futuro,:685 enquanto no episódio de 1960 de The Twilight Zone, A Most Unusual Camera, o dispositivo só alcança cinco minutos no futuro.:60 No romance de 1955 The Pleasures of a Futuroscope de Lord Dunsany, o dispositivo revela um futuro holocausto nuclear. No curta-metragem de 1924 The Fugitive Futurist, um apostador é oferecido um dispositivo de visualização do futuro que ele pretende usar para descobrir em quais cavalos apostar, embora o dispositivo se revele falso. O cronoscópio no conto de 1936 Elimination de John W. Campbell pode mostrar tanto o passado quanto todos os futuros possíveis.:60
Dispositivos de visualização do futuro são ocasionalmente limitados no que podem mostrar, em vez de serem de uso geral. Um exemplo é o dispositivo no conto de 1939 Life-Line [en] de Robert A. Heinlein, que pode determinar o momento da morte de um indivíduo ao medir o reflexo do fim futuro da linha de universo dessa pessoa; um dispositivo semelhante que revela a maneira, mas não o momento da morte, aparece na antologia de 2010 Machine of Death [en]: A Collection of Stories About People Who Know How They Will Die de Ryan North [en], Matthew Bennardo e David Malki.:128 Outro é o comunicador "Dirac" instantâneo introduzido no conto de 1954 Beep de James Blish, que, devido à ausência de atraso na velocidade da luz, pode enviar mensagens ao passado.:148–150